# Gopher
Gopher é um protocolo de redes de computadores que foi desenhado para distribuir, procurar e aceder a documentos na Internet, criado na Universidade de Minesota.

## História
O Gopher foi especificado em 1991 por Paul Lindner e Mark McCahill da Universidade de Minesota.
Atualmente perdeu popularidade com o crescimento da WWW, devido à sua falta de flexibilidade quando comparado com o HTML e à decisão da Universidade de Minesota de vender licenças para uso comercial,  que foi entendida por alguns como uma obrigação de pagar para usar o protocolo em si, em vez de se aplicar apenas ao software servidor da Universidade.

## Características
Acessado através da porta 70, as informações acessadas através do Gopher ficam localizadas em servidores apropriados nos quais roda um programa que as organiza por assunto, e as disponibiliza organizadas em uma estrutura hierárquica na forma de menus (diretórios), semelhante àquela do seu gerenciador de arquivos. Cada vez que você clica sobre uma pasta o Gopher mostra a você as outras pastas e/ou arquivos que se encontram dentro desta (navega para um nível mais interno na hierarquia).
Para usar os recursos do Gopher você precisa conectar-se a um servidor Gopher e navegar através dos menus que ele apresenta até encontrar um arquivo que contenha as informações que você deseja. Ao clicar sobre o arquivo desejado ele será aberto para que você tenha acesso ao seu conteúdo, se estiver em forma de texto ou noutro formato suportado pelo navegador. Os outros arquivos estão disponíveis para você trazer para a sua máquina. Neste caso haverá uma indicação da disponibilidade do mesmo para "download", e bastará clicar sobre o mesmo para iniciar sua transferência para o seu computador.
Os servidores Gopher mantém conexões entre si formando o que é conhecido como Gopherspace.

## Pesquisa no gopher
O Gopher contém também seus próprios mecanismos de busca que são conhecidos como "Índices pesquisáveis" e que permitem que você faça uma busca dentro do Gopherspace. O sistema de pesquisa para encontrar documentos no Gopher é o Veronica.